# The Real Ghostbusters
The Real Ghostbusters är en amerikansk animerad TV-serie baserad på filmen Ghostbusters – Spökligan. Serien visades mellan 13 september 1986 och 22 oktober 1991 på ABC, och producerades av Columbia Pictures Television, DIC Entertainment och Coca Cola. "The Real" lades till titeln efter en dispyt mellan Columbia Pictures och Filmation om rättigheter till namnet Ghostbusters. Serien bygger på en fortsättning om spökjägarna Egon Spengler, Peter Venkman, Ray Stantz och Winston Zeddemore, deras sekreterare Janine Melnitz och deras maskot Slimer. Serien ändrade senare sin titel till Slimer! And the Real Ghostbusters.

## Skillnader
TV-serien skiljer en hel del från 1984 års långfilm, Ghostbusters ursprungliga overaller från filmen har ersatts med nya med varsin färg, Slimer är Ghostbusters vän, figurerna är omgjorda till utseende, Egon har blont hår som han inte har i filmen, maskinen som förvarar spöken är mycket större än tidigare. Många av avsnitten parodierar på kända myter, science fiction och filmer med spöken.

## Spöken i urval
Dessa medverkar i mer än ett avsnitt:
- Boogeyman - Egentligen ett monster som skrämmer barn på nätter, Egon känner honom tidigare som ung. Han medverkar i avsnitten The Bogeyman Cometh och The Bogeyman is back. I den svenska dubbningen kallades figuren för Fula Gubben.

- Stay Puft Marshmallow Man - En jätte gjord av marshmallow, medverkade i filmen Ghostbusters - Spökligan. Marshmallow-mannen försökte först förgöra Ghostbusters, men bestämde sig senare för att hjälpa dem.

- Samhain - Är ett spöke med en pumpa som huvud. Han förekommer i avsnittet When Halloween was forever när han släpps fri i fångenskap av goblins som sen skickas iväg i hela New York. Hans plan är att göra halloween till en evig natt men stoppas av Ghostbusters. Han återkommer även i Halloween 1½. Samhain gör också cameos i X-Mas Marks the Spot, The Devil to Pay, Partners in Slime och Jailbusters. Han återvänder även i Extreme Ghostbusters.

## The Real Ghostbusters i Sverige
I Sverige hade Real Ghostbusters premiär 1988 med svensk textning och engelskt tal.1989 kunde man visa TV-serien på TV 3:s nystartade block Barntrean, med svensk dubbning av Media Dubb. De dök upp även som leksaker och som serietidning i 25 nummer mellan 1988 och 1990, i serietidningen var det äventyr med Ghostbusters, historier, tävlingar och läsarnas frågor till Ghostbusters. Tidningen publicerades av Marvels brittiska tecknarstudio men gavs senare ut av amerikanska förlaget NOW Comics, serietidningen gavs ut av Atlantic förlag i Sverige. Det dök även upp som sällskapsspel utgiven av Casper (senare Target Games).

## DVD
Seriens svenska dubbning finns i dagsläget inte utgiven i Sverige, dock finns den engelska dubbningen utgiven i olika utgåvor i USA (Region 1) och i Storbritannien (Region 2). Serien har också släppts i Sverige med engelskt tal och svenska undertexter.
I USA:s utgåvor finns följande:
- Creatures of the Night med avsnitten Night Game, Lost and Foundy, Bird of Kildarby och Killerwatt.
- Spooky Spirits med avsnitten Ghostbuster of the Year, Revenge of Murray the Mantis, Drool, the Dog-Faced Goblin och Mr. Sandman Dream Me a Dream.
- Slimefighters med avsnitten Adventures in Slime and Space, They Call Me Mr. Slimer, Victor the Happy Ghost och Slimer, Come Home.
- Complete Series med samtliga avsnitt och extramaterial.

Notis: Serien släpptes även i volymer tillsammans med extramaterial.
I Storbritanniens utgåvor finns följande avsnitt:
- Adventures in Slime & Space med Adventures in Slime and Space, Ghost Busted, Knock Knock och Venkman's Ghost Repellers

- Sea Fright med The Spirits of Aunt Lois, Beneath These Streets, Sea Fright och Ragnarok 'N Roll.

I Sveriges utgåvor finns följande:
- The Real Ghostbusters - Den kompletta första säsongen med avsnitt från säsong 1.

I en specialutgåva av filmerna Ghostbusters – Spökligan och Ghostbusters 2 följer avsnitten Citizen Ghost och Partner in Slime som bygger på referenser till långfilmerna.

## Röster

### Engelska
Den engelskspråkiga versionen görs av följande:
- Egon Spengler - Maurice LaMarche
- Peter Venkman - Lorenzo Music (säsong 1-2), Dave Coulier (säsong 3-7)
- Ray Stantz - Frank Welker
- Winston Zeddemore - Arsenio Hall (säsong 1-3), Buster Jones (säsong 4-7)
- Janine Melnitz - Laura Summer (säsong 1-2), Kath Soucie (säsong 3-7)
- Slimer - Frank Welker
- Louis Tully - Rodger Bumpass (säsong 5-6)

### Svenska
Den svenskspråkiga dubbningen görs av Media Dubb och spelades av följande skådespelare:
- Egon Spengler - Per Sandborgh
- Peter Venkman - Hans Jonsson
- Ray Stantz - Gunnar Ernblad
- Winston Zeddmore - Peter Sjöquist
- Janine Melnitz - Louise Raeder
- Slimer - Hans Jonsson
- Louis Tully - Dick Eriksson

## Mottagande
I januari 2009 utnämnde IGN The Real Ghostbusters på 22:a plats i en topp 100-lista för bästa animerade TV-serier.